# 21 Centralny Poligon Lotniczy
21 Centralny Poligon Lotniczy – poligon lotniczy powstały 3 marca 1953 roku, znajdujący się 2 km na północny zachód od wsi Nadarzyce, w północnej części województwa wielkopolskiego, 23 km na północ od miasta Wałcz. Teren poligonu liczący ponad 8 tysięcy hektarów znajduje się także na terenie województwa zachodniopomorskiego.

## Charakterystyka
Jest to największy poligon lotniczy w Europie, z którego korzystają (oprócz Sił Powietrznych Rzeczypospolitej Polskiej) także siły powietrzne innych państw NATO m.in.: Włoch, Wielkiej Brytanii, Belgii, Niemiec, Kanady i USA. Na jego terenie znajduje się tzw. pole robocze o powierzchni około 1500 hektarów, na którym znajdują się cele ćwiczebne – wycofane z eksploatacji samoloty, czołgi, wozy bojowe i działa, a także wyrównany mineralizowany teren symulujący pas startowy.
Częścią poligonu jest także wycofane z eksploatacji lotnisko Nadarzyce.
Głównym zadaniem poligonu jest zabezpieczenie szkolenia lotniczego Sił Powietrznych RP oraz armii innych państw sojuszu NATO, w tym wykonywania strzelań bojowych do naziemnych celów poligonowych oraz oceny użycia lotniczych środków bojowych na poligonie. Infrastruktura poligonu wykorzystywana jest także do szkolenia poligonowego innych rodzajów wojsk, Taktycznego Zespołu Kontroli Obszaru Powietrznego (TZKOP), jednostek komponentów lotniczych oraz na potrzeby badań prowadzonych przez Instytut Techniczny Wojsk Lotniczych.
Decyzją nr 243/MON Ministra Obrony Narodowej z dnia 15 lipca 2009 roku wprowadzono odznakę pamiątkową oraz oznakę rozpoznawczą 21 Centralnego Poligonu Lotniczego.
Decyzją nr 55/MON Ministra Obrony Narodowej z dnia 26 lutego 2015 roku poligon otrzymał imię majora nawigatora Edwarda Kaczorowskiego.

## Komendanci CPL
- mjr  nawig. Edward Kaczorowski (1953–1984)
- ppłk mgr inż. Ryszard Śliwa (1984–1985)
- ppłk mgr Leszek Bętkowski (1985–1996)
- płk mgr inż. nawig. Edward Królik (1996–2008)
- płk mgr inż. Mariusz Poczekaj (2008–2010)
- płk mgr inż. Mirosław Molik (2010–2012)
- ppłk mgr inż. Bogdan Wojciechowski (2012–2013)
- ppłk mgr inż.	Henryk Chmiel (luty 2014–obecnie)[1]